# Mediums the Evil Busters - Triple Lancer F - 1
Mediums the Evil Busters - Triple Lancer F - 1  (グラドル戦隊!!　退魔巫女戦騎　トリプルランサーF（前編） - 1) es una película japonesa del 22 de mayo de 2009, producida por Zen Pictures. Es una película del género tokusatsu, de acción y aventuras, con artes marciales, protagonizada por Rina Ito, Yuuki Kurata, Reimi Tatibana, y dirigido por Toru Kikkawa.
La película posee una segunda parte.
El idioma es en japonés, pero también está disponible con subtítulos en inglés, en DVD o descargable por internet.

## Argumento
La batalla entre las Triple Lancer, una organización de justicieras creado por el género humano, y la corporación Onyoh, que es un grupo de demonios que intenta exterminar al género humano, está a punto de llegar a su fin. En sus trajes espaciales poderosos, las Triple Lancer han derribado monstruos de la corporación Onyoh, uno tras otro hasta acercarse a la victoria final. 
Megumi Takasugi es lancer azul, Su madre fue asesinada por la corporación Onyoh cuando era una niña, y ahora trata de encontrar a los culpables. Mika Sakamoto es lancer rojo y líder de los Triple Lancer. Mika advierte a Megumi que no debe de realizar acciones unilaterales de interés personal, y esto creará la enemistad de las dos Triple Lancer.  La tercera lancer amarillo, llamada Yuki Katsura, trata de que sus dos compañeras hagan las paces. 
Cuando Megumi descubre que fue Sadai Majin Zan el asesino de su madre, trata de encontrarle y luchar sola contra él , dejando de lado el trabajo pendiente en equipo de las Triple Lancer. Megumi, lancer azul, es derrotada por Zan y Kai que es otro difícil rival miembro de la corporación Onyoh. Es hecha prisionera y torturada por los monstruos de Onyoh, y su traje protector de lancer azul es destrozado. Megumi será ejecutada públicamente en territorio Onyoh.

## Saga sobre Triple Lancer
- Triple Lancers Escape from Dungeon of Time  (2007)

- Triple Lancers - The Lancer Suit Destroyed (2007)

- Mediums the Evil Busters - Triple Lancer F - 1  (2009)

- Mediums the Evil Busters - Triple Lancer F – 2  (2009)